# Orzeszków (przystanek kolejowy)
Orzeszków – przystanek osobowy w Orzeszkowie w Polsce, w województwie dolnośląskim, w powiecie wołowskim, w gminie Wińsko na linii kolejowej nr 273 Wrocław Główny – Szczecin Główny.

## Ruch pasażerski
| Rok  | Wymiana pasażerska na dobę |
| ---- | -------------------------- |
| 2017 | 100-149                    |
| 2022 | 100-149                    |